# Vernon, Florida (film)
Vernon, Florida är en amerikansk dokumentärfilm från 1981 gjord av Errol Morris.

## Handling
Errol Morris låter oss möta de excentriska individerna som bor i den lilla hålan Vernon i Florida. Vi möter bland andra en kalkonjägare, en bonde, en äldre man som har en sköldpadda och en polis som sitter i sin polisbil mest hela tiden så att folk ska sakta ner när de åker igenom staden.